# 馬爾尼夫斯卡沃利亞
49°54′19″N 23°7′11″E / 49.90528°N 23.11972°E
馬爾尼夫西卡沃利亞（羅馬化：Malnivska Volia）是烏克蘭西部的村莊，隸屬利維夫州的亞沃里夫區。該村始建於1993年，面積13.65平方公里，海拔高度213米，2001年人口594，人口密度每平方公里43.52人。